# Нистал
Нистал (њем. Nüsttal) општина је у њемачкој савезној држави Хесен. Једно је од 23 општинска средишта округа Фулда. Према процјени из 2010. у општини је живјело 2.880 становника. Посједује регионалну шифру (AGS) 6631019.

## Географски и демографски подаци
Нистал се налази у савезној држави Хесен у округу Фулда. Општина се налази на надморској висини од 361 метра. Површина општине износи 45,5 km². У самом мјесту је, према процјени из 2010. године, живјело 2.880 становника. Просјечна густина становништва износи 63 становника/km².